# Ara Tiotio
 (septembre 2018).
Pour les articles homonymes, voir Ara.
Dans la mythologie maori, Ara Tiotio est une divinités des tornades et des tourbillons.